# دی‌هیدروپیریدین
دی‌هیدروپیریدین (به انگلیسی: Dihydropyridine) با فرمول شیمیایی C
۵H
۷N یک ترکیب شیمیایی با شناسه پاب‌کم ۱۰۴۸۲۲ است. که جرم مولی آن ۸۱٫۱۱۵۸ g/mol می‌باشد. 